# Hotel New Netherland
El Hotel New Netherland (más tarde Hotel Netherland ) estaba ubicado en la esquina noreste de la Quinta Avenida y la calle 59, en Manhattan, Nueva York (Estados Unidos), en lo que ahora es el distrito histórico Upper East Side. Albergó el restaurante Sherry's desde 1919 hasta su demolición en 1926.

## Historia
Construido en 1892-93 según un diseño de William H. Hume para William Waldorf Astor, su arrendatario original fue Ferdinand P. Earle. La estructura medía 71 m de altura con 17 pisos, lo que la convierte en la "estructura hotelera más alta del mundo". La estructura fue uno de los primeros edificios con estructura de acero de la ciudad y disfrutó de la reputación de ser un hotel y una ubicación muy de moda en su época. Fue clasificado como un hotel de lujo, en lugar de uno con alojamiento en apartamentos, ya que proporcionaba alojamiento permanente a sus residentes, aunque sin cocina. Las comidas se servían en el comedor del hotel, el restaurante Louis Sherry. Rebautizado como Hotel Netherland en 1908, la estructura neorrománica fue demolida en 1927, reemplazada por el Sherry Netherland Hotel.